# سرود باسک
اوسکادیکو آبندارن ارسرکیا (Eusko Abendaren Ereserkia) یا سرود قومیتی باسک، , یک سرود رسمی برای سرزمین باسک در اسپانیاست. سه سرود ملی گرایانهٔ دیگر مردمان باسک Eusko Gudariak ("سربازان باسک"), و سرود Eusko Gudarostea (سرود ارتش باسک در طول جنگ داخلی اسپانیا) و Gernikako Arbola ("درخت گورنیکا") نیز از دیگر سرودهای محبوب زبان باسکی هستند.
این آواز با لحن باسکی سنتی خوانده می‌شود. یکی از برجسته‌ترین ناسیونالیست‌های باسکی به نام سابینو آرانا متن این ترانه را نوشت و سرود توسط حزب او (PNV) استفاده می‌شد تا آن که در دههٔ ۱۹۳۰ به تصویب دولت باسک رسید.

## متن شعر (غیررسمی)
| Eusko Abendaren Ereserkia (زبان باسکی) Gora ta Gora Euskadi aintza ta aintza bere goiko Jaun Onari. Areitz bat Bizkaian da Zar, sendo, zindo bera ta bere lagia lakua Areitz gainean dogu gurutza deuna beti geure goi buru Abestu gora Euskadi aintza ta aintza bere goiko Jaun Onari | ترجمهٔ فارسی سرود رسمی باسک بالا و بالا سرزمین باسک شکوه و عظمت تا آن خدای رحیم به سوی بالا. یک درخت بلوط باستانی در بیسکای وجود دارد. قدیمی، قوی و سالم آن را به عنوان قانون می‌شناسیم بر روی آن درخت ما صلیب مقدس را می‌یابیم که همیشه در اوج است بخوان «سرزمین باسک بالا» شکوه و عضمت تا آن خدای رحیم به سوی آسمان |